# 김한나 (치어리더)
김한나(1990년 4월 4일 ~ )는 대한민국의 여성 치어리더이다.